# مزيد بن فيصل الدويش
مزيد بن فيصل الدويش (1880 - 1920) يعرف بـ ابن ماجد نسبة إلى جده ماجد بن الحميدي الدويش شيخ قبيلة مطير، أنشق مزيد الدويش عن حركة الإخوان في نجد وانضم إلى حاكم الكويت الشيخ سالم الصباح، وقد انضم إلى مزيد الدويش جماعات من قبيلة مطير رفضت الانضمام إلى حركة الاخوان منهم برجس السور شيخ البراعصة وجاسي الحميداني شيخ الحمادين وهزاع البدر الدويش، وأقام مزيد الدويش في مراعي الصبييحية جنوب الكويت.

## معركة الجهراء
قام مزيد الدويش في صيف 1920 بشن غارة ناجحة على أبار الرماح الكائنة شرق الرياض وقام الأخوان بقيادة فيصل الدويش بملاحقة الغزاة لاستعادة الأسلاب حيث وصلوا في 10 أكتوبر إلى الجهراء حيث نشبت معركة الجهراء.

## خلافه مع الإخوان
يقول عبدالله العثيمين: كان ابن ماجد معارضًا لفيصل الدويش والملك عبدالعزيز حيث برزت جبهة قوية معارضة يقودها الامير مزيد الدويش معارضة لأي تغير في التقاليد البدويه قرر مزيد عدم الانضمام الى حركه الإخوان فأثار ذالك أفراد القبيلة وبات المُلحّ التفكير جديا في تغيير ولائهم لسد الفراغ الذي نتج عن التحالف القبلي الكبير لحركة الاخوان انتقل الامير مزيد بن فيصل الدويش لاستقرار في صحراء الصمان وظل متطلعا للاستقلال ولم يتجرأ جيش الإخوان الهجوم عليه قدمت اليه كثير من مطير والتفت حوله مع القبول بإمارته فسهل الامر عفى الانضمام الشيخ مشلح المريخي وجماعته والشيخ جاسي الحميداني وجماعته وبرجس السور ومحمد وهزاع البدر الدويش وابن مشل الدويش وماجد ابو عفاس الدويش فقد بقي اغلبية الدوشان وقبيلة مطير مع الامير مزيد بن فيصل بن ماجد الدويش قبيلة تمثل التكوين القبلي الذي لم ينظم للاخوان وهم( ثلثي قبيلة مطير) فقد اصبح الامتداد القبلي المستقل الذي يمارس دور القبيلة كسابق عهدها حيث التنقل الحر والغزو المستقل والسلطه المطلقه فقد رفضو حركة الاخوان واصبحو تحت قيادة الامير مزيد بن فيصل بن ماجد الدويش» وهذا ما ذكره المؤلف كمال حمادي الخاروف في كتابه الدور العسكري والامني للهجر في نجد. حيث اشار إلى ان ثلثي قبيلة مطير واغلبيه الدوشان ذهب مع الشيخ مزيد بن فيصل بن ماجد الدويش وذهب ثلث القبيلة الباقي الذين انضموا الى حركة الاخوان بالأرطاوية مع الشيخ فيصل بن سلطان الدويش.كان سالم المبارك الصباح في اشد الحاجه الى دعم الامير مزيد الدويش حيث كانت هجمات الاخوان المستمره على اراضيه تهدف الى اضعاف موقفه ونفوذه فقد كثف ابن سعود جهوده في ملاحقة مزيد الدويش اتخذ مزيد الدويش واتباعه في صيف 1920م منطقه الصبيحية جنوب الكويت قاعدة له واخذ يشن الغارات على نجد واقام تحالفات وتكتلات عسكرية وسياسية اتجه مزيد الدويش إلى حشد المتطوعين وتعبئتهم من قبيلة مطير وغيرهم لإنشاء تنظيم معارض يختلف عن حركة الإخوان فتشكلت لديه قوة لصد غارات الإخوان على الكويت وعسكر على ابار الصبيحيه ليشاغلهم فانقسمت قبيلة مطير إلى قسمين: قسم في هجرة الأرطاوية يقودها فيصل بن سلطان الدويش وقوة يقودها مزيد بن فيصل بن ماجد الدويش حليف ابن صباح ويبدو ان مزيد الدويش كان قد اطلع على الخطط البريطانية في هذا الشأن من خلال اتصاله مع شيخ الكويت ابن صباح فأرسل الى ابن عمه فيصل بن سلطان الدويش رساله شفاهية محذرا فيها من هذا الخطط حملها له حسن النهم المطيري ينهاه عن اتباع هذا الخطط ويذكره بفضل والده فيصل بن ماجد الدويش عليه وعلاقة مطير التحالفية مع ابن صباح وما لابن صباح افضال عليه حين اعاد له بعض املاكه التي استولت عليها بعض القبائل وينهاه عن محاربه ابن رشيد لسابق فضلهم في حل الخلاف بين ابن سلطان وأبناء عمومته وان الدائرة ستدور عليه إلا ان فيصل الدويش لم يلتفت لكل هذا. فشن الإخوان على الجهراء هجوم بقيادة فيصل الدويش ووقف مزيد واتباعه الى جانب الشيخ سالم الصباح وبعد نتايج معركة الجهراء نزحت اعداد كبيرة من مطير إلى الكويت. وبعد هذه المعركة تحرك مزيد بن فيصل بن ماجد صوب منطقه كراع المرو شمال الجهرءا فتقدم الإخوان في 1920/12/26 فهاجمو مزيد واتباعه والمنظمين اليه ودارت معركة مكشوفة قُتل فيها مزيد بن فيصل الدويش واغلب اقربائه، ونهار المتلقم شيخ ال هادي من العجمان و مشلح المريخي وابن مسيلم شيخ قبيلة الرشايده وقائد القافلة ابن زويمل الشمري.

## وفاته
قُتل مزيد الدويش بعد معركة الجهراء بشهرين وذلك في 26 ديسمبر 1920 في شمال الكويت وذلك بعد أن قام الأخوان بشن غارة عليه.